# Eluveitie
Eluveitie (uttalas Ell-vej-ti) är ett melodisk death metal-inspirerat pagan/folk metal-band från Schweiz som bildades 2002 av Chrigel Glanzmann. 
Bandet använder sig av instrument som vevlira, flöjt, fiol och säckpipa. Eluveitie är starkt influerade av The Gothenburg sound, och av band som In Flames, Dark Tranquility och At the Gates. Förutom traditionella instrument används också ett gammalt språk, galliska som är ett keltiskt språk, i en del låtar. Eluveitie tolkas vara etruskiska och betyder "helvetier".

## Medlemmar
Nuvarande medlemmar
- Chrigel Glanzmann – sång, akustisk gitarr, mandolin, uilleann pipes, bodhrán, tin whistle, low whistle, gaita (2002– )
- Kay Brem – basgitarr (2008– )
- Rafael Salzmann – gitarr (2012– )
- Nicole Ansperger – violin (2013–2015, 2016– )
- Matteo Sisti – säckpipa, flöjt, gitarr (2016– )
- Alain Ackermann – trummor (2016– )
- Jonas Wolf – kompgitarr (2016– )
- Michalina Malisz – vevlira (2016–)
- Fabienne Erni – sång, harpa, mandola (2017–)

Tidigare medlemmar
- Gian Albertin – basgitarr, keyboard, sång (2002–2004)
- Dario Hofstetter – trummor (2002–2004)
- Mättu Ackermann – fiol (2002–2003)
- Dani Fürer – sologitarr (2002–2004)
- Yves Tribelhorn – rytmgitarr (2002–2004)
- Philipp Reinmann – bouzouki (2002–2003)
- Dide Marfurt – säckpipa, vevlira (2003–2004)
- Beni Häfeli – trummor (2003–2004)
- Meri Tadić – fiol, sång (2003–2013)
- Sevan Kirder – flöjt, tin whistle, säckpipa (2003–2008)
- Rafi Kirder – basgitarr, sång (2004–2008)
- Sime Koch – gitarr, sång (2004–2012)
- Severin "Sevi" Binder – sång, säckpipa, flöjt (2004–2006)
- Merlin Sutter – trummor (2004–2016)
- Ivo Henzi – gitarr (2004–2016)
- Sarah Wauquiez – vevlira, bas-skalmeja, crummhorn, dragspel (2005–2006)
- Linda Suter – fiol, sång (2006)
- Anna Murphy – vevlira, sång (2006–2016)
- Päde Kistler – säckpipa, flöjt (2008–2014)

Turnerande medlemmar
- Snæbjörn Ragnarsson – basgitarr (2016– )
- Alain Ackermann – trummor (2016– )
- Jonas Wolf – gitarr (2016– )
- Michalina Malisz – hurdy gurdy (2016– )
- Liv Kristine Espenæs – sång (2016– )
- Matteo Sisti – säckpipa, flöjt, gitarr (2014–2016)
- Shir-Yan Yinon – violin, sång (2015)
- Diego Rapacchietti – trummor (2015–2016)
- Fredy Schnyder – dulcimer (2016)
- Brendan Wade – uilleann pipes (2016–)
- Laura Fella – sång (2016–2017)
- Martina Lory – sång (2016)
- César Gonin – basgitarr (2018)
- Carmen Busch – violin (2019–)
- Julie Bélanger Roy – violin (2019–)

## Diskografi
Demo
- 2003 – Vên

Studioalbum
- 2006 – Spirit
- 2008 – Slania
- 2009 - Evocation I - The Arcane Dominion
- 2010 – Everything Remains As It Never Was
- 2012 – Helvetios
- 2014 – Origins
- 2017 – Evocation II - Pantheon
- 2019 – Ategnatos

Livealbum
- 2008 – Live @ Metalcamp 2008
- 2012 – Live on Tour
- 2014 – Live at Feuertanz 2013
- 2019 – Live at Masters of Rock

EP
- 2004 – Vên

Singlar
- 2009 – "Omnos"
- 2010 – "Thousandfold"
- 2012 – "Divico"
- 2014 – "King"
- 2014 – "The Call of the Mountains"
- 2017 – "Epona"
- 2017 – "Lvgvs"
- 2018 – "Rebirth"
- 2018 – "Ira Sancti (When the Saints Are Going Wild)" (Powerwolf cover)
- 2019 – "Ategnatos"
- 2019 – "Ambiramus"

Samlingsalbum
- 2009 – Slania / Evocation I - The Arcane Metal Hammer Edition
- 2012 – The Early Years